# کازی اوبا
کازی اوبا (به لاتین: Kazioba) یک منطقه مسکونی در جمهوری آذربایجان است که در شهرستان قوسار واقع شده است.